# Kyle Douglas Dake
Kyle Douglas Dake (* 25. Februar 1991 in Ithaca, New York) ist ein US-amerikanischer Ringer. Er wurde 2018, 2019, 2021 und 2022 Weltmeister im freien Stil in der Gewichtsklasse bis 79 kg bzw. bis 74 kg Körpergewicht.

## Werdegang
Kyle Douglas Dake begann an einer High School in Lansing mit dem Ringen. Er begann als sog. Folkstyle-Wrestler, d. h., er rang im freien als auch im griechisch-römischen Stil. Trainiert wurde er seinerzeit von seinem Vater Doug Dake und John Kotmel. Danach besuchte er die Cornell University und rang für den dortigen Wrestling Club. Er startet für den New York RTC und den Titan Mercury WC und ist in Ithaka wohnhaft.
Bereits als Junior gehörte er zu den besten US-amerikanischen Nachwuchsringern und qualifizierte sich 2009 für einen Start bei der Junioren-Weltmeisterschaft in Istanbul, wo er im griechisch-römischen Stil antrat. Er belegte dort im Federgewicht (bis 60 kg Körpergewicht) nach einem gewonnenen und einem verlorenen Kampf den 14. Platz.
Sehr erfolgreich war er als Studentenringer. Er wurde in den Jahren 2010 bis 2013 viermal in Folge NCAA-Champion (= US-amerikanischer Studentenmeister) in jeweils einer anderen Gewichtsklasse (bis 141 lbs., 149 lbs., 157 lbs. und 165 lbs.). In seiner Zeit als Studentenmeister bestritt er 141 Kämpfe, von denen 137 gewann.
2012 scheiterte er bei dem Versuch für die Olympischen Spiele dieses Jahres zu qualifizieren (US-Trials) im Weltergewicht (bis 74 kg Körpergewicht) mit einem 3. Platz hinter Jordan Burroughs und Andrew Howe. Auch bei den US-Trials für die Weltmeisterschaften 2013 und 2015 scheiterte er jeweils an Jordan Burroughs. 2016 scheiterte er bei den Olympia-Trials im Mittelgewicht (bis 86 kg Körpergewicht) an J'den Michael Cox. Auch 2017 gelang es ihm nicht, sich für die US-amerikanische Weltmeisterschafts-Mannschaft zu qualifizieren, denn er kam im Weltergewicht hinter Jordan Burroughs wieder nur auf den 2. Platz. 2018 gelang es ihm dann endlich, sich bei den WM-Trials für die Weltmeisterschaft in Budapest zu qualifizieren. Er siegte dabei in der Gewichtsklasse bis 86 kg vor Zahid Valencia.
2016 und 2018 wurde Kyle Dake auch US-amerikanischer Meister und 2017 US-amerikanischer Vizemeister in den Gewichtsklassen bis 74 kg bzw. 79 kg Körpergewicht.
In seiner internationalen Karriere gelangen ihm in den Jahren 2013 bis 2017 schon einzelne gute Platzierungen. Den großen Durchbruch schaffte er aber erst 2018. Er belegte im Januar dieses Jahres beim „Iwan-Yarigin“-Grand Prix in Krasnojarsk in der Gewichtsklasse bis 79 kg hinter Achmed Gadschimagomedow und vor Alan Sasejew und Radek Waliew, alle Russland den 2. Platz. Im Juli 2018 siegte er beim „Yasar-Dogu-Memorial“ in Istanbul in der gleichen Gewichtsklasse vor Ibrahim Jusubow, Aserbaidschan, Rustam Dudajew, Usbekistan und Jabrail Hasanow, Aserbaidschan. Der ganz große Erfolg gelang ihm dann bei der Weltmeisterschaft dieses Jahres in Budapest, denn er wurde dort im freien Stil in der Gewichtsklasse bis 79 kg mit Siegen über Martin Obst, Deutschland, Dawit Chuzischwili, Georgien, Achmed Gadschimagomedow, den er mit 13:0 techn. Punkten regelrecht deklassierte und Jabrail Hasanow, gegen den sein Sieg mit 2:0 Punkten knapp aber verdient war, neuer Weltmeister.
Im Jahre 2019 verteidigte Kyle Dake in Nur-Sultan seinen Weltmeistertitel erfolgreich. Er siegte in der gleichen Gewichtsklasse gegen Oibek Nasirow, Kirgisistan, Gadschi Nabijew, Russland, Raschid Kurbanow, Usbekistan und im Finale wie im Vorjahr Jabrail Hasanow, den er mit 10:4 techn. Punkten klar beherrschte.
Ab 2021 wechselte er in die Gewichtsklasse bis 74 kg. Bei den 2021 ausgetragenen Olympischen Spielen in Tokio gewann er die Bronzemedaille in der Klasse bis 74 kg. Ebenfalls 2021 und zudem 2022 wurde er erneut Weltmeister. 2023 belegte er den zweiten Platz bei der Weltmeisterschaft. Drei Jahre nach seiner ersten olympischen Medaille, bei den Olympischen Spielen 2024 in Paris, gewann er erneut die Bronzemedaille.

## Internationale Erfolge
| Jahr | Platz | Wettbewerb                                   | Stil | Gewichtsklasse | Ergebnisse |
| 2008 | 14.   | Junioren-WM (Juniors) in Istanbul            | GR   | bis 60 kg      | nach einem Sieg über Przemyslaw Kraczkowski, Polen und einer Niederlage gegen Saida Mouneim Said, Ägypten                         |
| 2013 | 5.    | Golden-Grand-Prix in Baku                    | F    | bis 74 kg      | hinter Raschid Kurbanow, Usbekistan, Gadschi Gadschiew, Russland, Jabrail Hasanow und Aschraf Aliew, beide Aserbaidschan          |
| 2014 | 1.    | Granma-Cup in Havanna                        | F    | bis 74 kg      | vor Luis Quintana, Kuba, Cleopas Ncube, Kanada und Reinier Perez, Kuba                                                            |
| 2016 | 9.    | „Alexander-Medwed“-Preis in Minsk            | F    | bis 74 kg      | Sieger: Nurmagomedow Gadschiew, Aserbaidschan vor Richard Perry, USA                                                              |
| 2017 | 1.    | Großer Preis von Paris                       | F    | bis 74 kg      | Vor Alex Dieringer, USA. Osman Kubilay Cakici, Deutschland und Matt Brown, USA                                                    |
| 2018 | 2.    | „Iwan-Yarigin“-Grand-Prix in Krasnojarsk     | F    | bis 79 kg      | hinter Achmed Gadschimagomedow, vor Alan Sasajew und Radek Wailiew, alle Russland                                                 |
| 2018 | 1.    | „Yasar-Dogu“-Memorial in Istanbul            | F    | bis 79 kg      | vor Ibrahim Jusubow, Aserbaidschan, Rustam Dudajew, Usbekistan und Jabrail Hasanow                                                |
| 2018 | 1.    | WM in Budapest                               | F    | bis 79 kg      | nach Siegen über Martin Obst, Deutschland, Dawit Chuzischwili, Georgien, Achmed Gadschimagomedow und Jabrail Hasanow              |
| 2019 | 1.    | Großer Preis von Spanien in Madrid           | F    | bis 79 kg      | nach Siegen über Dovletmyrat Orasgyljow, Turkmenistan, Carlos Gilabert, Spanien, Sarmat Sarachow, Russland und Max Mudgey, Kanada |
| 2019 | 1.    | WM in Nur-Sultan (Kasachstan)                | F    | bis 79 kg      | nach Siegen über Oibek Nasirow, Kirgisistan, Gadschi Nabijew, Russland, Raschid Kurbanow, Usbekistan und Jabrail Hasanow          |
| 2020 | 1.    | „Matteo-Pellicone“-Ranglisten-Turnier in Rom | F    | bis 74 kg      | nach Siegen über Asamat Nurikau, Weißrussland, Murad Kuramagomedow, Ungarn und Fazli Erylmaz und Söner Demirtas, beide Türkei     |
| 2021 | 1.    | WM in Oslo                                   | F    | bis 74 kg      | |
| 2021 | 3.    | Olymp. Spiele in Tokio                       | F    | bis 74 kg      | |
| 2022 | 1.    | WM in Belgrad                                | F    | bis 74 kg      | |
| 2023 | 2.    | WM in Belgrad                                | F    | bis 74 kg      | |
| 2024 | 1.    | Olymp. Spiele in Paris                       | F    | bis 74 kg      | |

## Erfolge bei Nationalen Wettkämpfen
| Jahr | Platz | Wettbewerb         | Stil | Gewichtsklasse | Ergebnisse                                        |
| 2010 | 1.    | NCAA-Championships | F    | bis 141 lbs.   |                                                   |
| 2011 | 1.    | NCAA-Championships | F    | bis 149 lbs.   |                                                   |
| 2012 | 1.    | NCAA-Championships | F    | bis 157 lbs.   | vor Derek St.John                                 |
| 2012 | 3.    | Olympia-Trials     | F    | bis 74 kg      | hinter Jordan Burroughs und Andrew Howe           |
| 2013 | 1.    | NCAA-Championships | F    | bis 165 lbs.   |                                                   |
| 2013 | 2.    | WM-Trials          | F    | bis 74 kg      | hinter Jordan Burroughs                           |
| 2015 | 2.    | WM-Trials          | F    | bis 74 kg      | hinter Jordan Burroughs                           |
| 2016 | 1.    | USA-Championships  | F    | bis 74 kg      |                                                   |
| 2016 | 2.    | Olympia-Trials     | F    | bis 86 kg      | hinter J'den Michael Cox, vor David Morris Taylor |
| 2017 | 2.    | USA-Championships  | F    | bis 74 kg      | hinter Jordan Burroughs und Alex Dieringer        |
| 2018 | 1.    | WM-Trials          | F    | bis 79 kg      | vor Zahid Valencia                                |

Erläuterungen
- F = freier Stil, GR = griechisch-römischer Stil
- WM = Weltmeisterschaft
- NCAA = US-amerikanischer Studenten-Sportverband
- Trials = Ausscheidungsturnier
- 1 lbs. = 0,453 kg